# Diamond DA42
Diamond DA42 Twin Star je lahko štirisedežno dvomotorno športno letalo avstrijskega proizvajalca Diamond Aircraft Industries. Narejeno je večinoma iz kompozitnih materialov. Letalo sta sprva poganjala dva dizelska motorja Thielert, na kasnejših verzijah pa motorja Austro. Na koncih kril ima nameščene winglete. DA42 je eno izmed najmanjših dvomotornih letal in eno izmed redkih serijskih letal z dizel pogonom.
DA42 ima stekleni kokpit Garmin G1000DA42 Twin Star je dobil evropsko certifikacijo leta 2004.
DA42 Twin Star je bil prvo dizelsko letalo, ki je non-stop preletelo Atlantik. Let je trajal 12,5 ur, povprečna poraba goriva je bila 5,74 galon na uro.Kljub temu, da ima DA42 dva motorja, je poraba goriva primerljiva z enomotorno Cessno 172.
Junija 2010 je DA42 z motorji Austro AE300 poletel z gorivom iz alg.Marca 2012 je Diamond objavil, da razvija fly-by-wire verzijo, s tem naj bi zmanjšali število nesreč. Imel naj bi tudi možnost avtopristanka.
Prve verzije so poganjali dizelski motorji Thielert, ki pa kasneje niso bili več na voljo. Obstaja tudi verzija na bencinske motorje Lycoming IO-360, vendar ima ta verzija precej večjo porabo gorivo.
DA42NG "New Generation" poganjata dva dizla Austro Turbo, vsak s 168 KM. Na izpušno cev se lahko doda "muflerje" za zmanjšanje hrupa.

## Tehnične specifikacije (DA42 Twin Star)
Podatki iz Type Certificate Data Sheet
Splošne značilnosti
- Posadka: 1 pilot
- Število sedežev: 3 potniki (skupno 4)
- Dolžina: 8,56 m (28 ft 1 in)
- Razpon kril: 13,42 m (44 ft 0 in)
- Višina: 2,49 m (8 ft 2 in)
- Površina kril: 16,29 m2 (175,3 sq ft)
- Teža praznega letala: 1.251 kg (2.758 lb)
- Bruto teža: 1.700 kg (3.748 lb)
- Pogon letala: 2 × Austro Dizelski motor s turbopolnilnikom, 125 kW (168 hp) vsak

Zmogljivost
- Maks. hitrost: 356 km/h (221 mph; 192 kn)
- Doseg: 1.693 km (1.052 mi; 914 nmi)
- Višina leta: 5.486 m (17.999 ft)
- Hitrost vzpenjanja: 6,5 m/s (1.280 ft/min)